# Auto Service Praxis
asp Auto Service Praxis (eigene Schreibweise: asp AUTO SERVICE PRAXIS) ist eine technisch orientierte Fachzeitschrift für selbständige Kraftfahrzeugmeister und technische Führungskräfte in Werkstätten und Autohäusern. Sie wird von Auto Business Media, einem Verlag der  Tecvia GmbH herausgegeben und erscheint monatlich. Als TÜV Süd-Partnerzeitschrift ist Auto Service Praxis zugleich ein Informationsmedium für Servicebetriebe, die mit dem TÜV Süd kooperieren.

## Magazin, Sonderpublikationen und Veranstaltungen
asp Auto Service Praxis recherchiert Themen aus den Bereichen Werkstattausrüstung, Betriebswirtschaft, Automobiltechnik, Zubehör und Reifen.  Das Spektrum an Nachrichten reicht dabei von Informationen zu relevanten Fachmessen, Diagnose und Abgasanalyse, Klimatisierung und alternative Antriebe, bis hin zu Fahrzeughandel, sowie Teile- und Gebrauchtwagen-Börsen. 
Zusätzlich umfasst die Marke einen Onlinedienst,  einen werktäglich erscheinenden Newsletter, eigene Veranstaltungen und Sonderpublikationen, wie "Räder & Reifen" oder "Freier Teilemarkt". In der Rückrufdatenbank befinden sich die Rückruf- und Serviceaktionen der Automobilhersteller und Importeure.